# スポットシルベニア郡 (バージニア州)
スポットシルベニア郡（英: Spotsylvania County）は、アメリカ合衆国バージニア州の北東部に位置する郡である。人口は14万0032人（2020年）。郡庁所在地は国勢調査指定地域のスポットシルベニアコートハウスであり、同郡に法人化された町は無い。独立市であるフレデリックスバーグが郡北東部にあるが、政治的に別の政体である。
スポットシルベニア郡はワシントン・ボルチモア・北バージニア広域都市圏に含まれる。北にある首都ワシントンD.C.で働くために多くの郡内通勤者が州間高速道路95号線またはバージニア急行鉄道を使って通っている。

## 歴史
ヨーロッパ人が入ってきたとき、スポットシルベニア郡となった地域には、マナホアック族と呼ばれるスー語族インディアンが住んでいた。
スポットシルベニア郡は1721年に、エセックス郡、キングアンドクイーン郡、キングウィリアム郡のそれぞれ一部を合わせて設立された。郡名は、バージニア植民地副総督を務めたアレクサンダー・スポッツウッドに因んで名付けられた。
南北戦争のときには、チャンセラーズヴィルの戦い、荒野の戦い、フレデリックスバーグの戦い、スポットシルバニア・コートハウスの戦いなど多くの戦闘が起こった。
チャンセラーズヴィルの戦いでは南軍のストーンウォール・ジャクソン将軍が致命傷を負った。ノースカロライナ州出身の南軍兵士集団が森の中におり、ジャクソン将軍の部隊が北軍戦線の偵察から帰還するのを聞いた。兵士達はそれが北軍の偵察隊だと誤り、銃を発砲してジャクソンの両腕を負傷させた。ジャクソンの左腕は切断された。数日後、ジャクソンは近くのギニーステーションで肺炎のために死んだ。南軍の負傷兵はそこに集められ、病院を明け渡して敵の前線から遠い南に移送される筈だった。

## 地理
アメリカ合衆国国勢調査局に拠れば、郡域全面積は412平方マイル (1,070 km2)であり、このうち陸地401平方マイル (1,040 km2)、水域は11平方マイル (28 km2)で水域率は2.77%である。
北はラッパハノック川とラピダン川、独立市のフレデリックスバーグ市、スタフォード郡とカルペパー郡に接している。南はノースアンナ川とその池、アンナ湖、ハノーバー郡とルイーザ郡、西にオレンジ郡、東にキャロライン郡が接している。

### 主要高規格道路
- 州間高速道路95号線
- アメリカ国道1号線
- アメリカ国道17号線
- アメリカ国道522号線
- バージニア州道2号線
- バージニア州道3号線
- バージニア州道208号線

### 隣接する郡と独立市
- カルペパー郡 - 北
- スタフォード郡 - 北東
- フレデリックスバーグ市 - 北東
- キャロライン郡 - 南東
- ハノーバー郡 - 南
- ルイーザ郡 - 南西
- オレンジ郡 - 西、北西

### 国立保護地域
- フレデリックスバーグとスポットシルベニア国立軍事公園（部分）

## 人口動態
以下は2010年国勢調査による人口統計データである。
| 基礎データ - 人口: 122,397人 - 世帯数: 31,308 世帯 - 家族数: 24,639 家族 - 人口密度: 87人/km2（226人/mi2） - 住居数: 33,329軒 - 住居密度: 32軒/km2（83軒/mi2） 人種別人口構成 - 白人: 78.4% - アフリカン・アメリカン: 15.8% - ネイティブ・アメリカン: 0.4% - アジア人: 2.4% - 太平洋諸島系: 0.05% - その他の人種: 2.8% - 混血: 1.88% - ヒスパニック・ラテン系: 7.8% 年齢別人口構成 - 18歳未満: 30.0% - 18-24歳: 7.3% - 25-44歳: 32.2% - 45-64歳: 22.2% - 65歳以上: 8.3% - 年齢の中央値: 34歳 - 性比（女性100人あたり男性の人口） - 総人口: 97.1 - 18歳以上: 93.0 | 世帯と家族（対世帯数） - 18歳未満の子供がいる: 42.4% - 結婚・同居している夫婦: 64.8% - 未婚・離婚・死別女性が世帯主: 9.9% - 非家族世帯: 21.3% - 単身世帯: 16.4% - 65歳以上の老人1人暮らし: 5.4% - 平均構成人数 - 世帯: 2.87人 - 家族: 3.22人 収入と家計（2006年データ） - 収入の中央値 - 世帯: 72,453米ドル - 家族: 75,507米ドル - 性別 - 男性: 49,166米ドル - 女性: 38,076米ドル - 人口1人あたり収入: 21,458米ドル - 貧困線以下 - 対人口: 5.8% - 対家族数: 3.9% - 18歳未満: 6.7% - 65歳以上: 5.2% |

## 郡政府
スポットシルベニア郡の管理部門長は郡管理官である。郡政府の全部門と機関を管理し、郡政委員会の州や地域機関に対する窓口として機能している。

### 郡政委員会
統治するのは郡政委員会である。7つの選挙区からそれぞれ1人が選ばれる計7人の委員で構成されている。郡の政策を決定し、条例を採択し、予算を割り当て、地域割りを承認し、地域割り条例に対する特例を承認し、郡法典で決められた責任を遂行する。

### 救急サービス
郡内の消防救急活動は常勤職員とボランティア組織の組み合わされた形で行われている。これらの組織は郡民に対して質の高いサービスを行うために協業している。常勤職員は午前4時40分から午後6時まで、月曜日から金曜日まで消防救急活動を行う。ボランティア組織は3つある。ボランティア組織は昼間には郡消防救急部の支援を受けている。

### 連邦政府代議員
アメリカ合衆国下院議員の選挙区ではバージニア州第1選挙区と第7選挙区に属し、2013年時点でどちらも共和党員を選出している。同じく上院議員は州から2人を選出するが、どちらも民主党員である。

## 町
郡内に法人化された町は無い。以下は未編入の町である。
| - アルソップ - アーカディア - アーティラリーリッジ - ベルズクロスロード - ベルモント - ブレイズコーナー - ブランドン - ブロックロード - ブロークンバーグ - カーターズストア - チャンセラー - チャンセラーズビル - チューニングスコーナー - クックスタウン - デュナバント - ファイブマイルフォーク - フォーマイルフォーク - グラニットスプリングス | - レーンズコーナー - リーベルズ - ルイストン - マーゴ - メアリー - マサポナックス - マクヘンリー - オールドトラップ - オリバーズコーナー - パートロー - ペイツ - ポストオーク - シャディグローブコーナー - スネル - スポットシルベニアコートハウス - 郡庁所在地 - スタッブス - ソーンバーグ - トッズタバーン |

## 教育

### 公共教育学区
郡内の公共教育はスポットシルベニア郡公共教育学区が管轄している。

### 私立学校
地域の私立学校としては、フレデリックスバーグ・アカデミー、フレデリックスバーグ・クリスチャン・スクール、オデッセー・モンテソリ・スクール、セントパトリック・スクール、セントミカエル・ジ・アークエンジェル高校、フェイス・バプテスト・クリスチャン・スクールがある。

### 高等教育機関
ジャーマナ・コミュニティカレッジが、バージニア州コミュニティカレッジ・システムに属し、フレデリックスバーグ市とスタフォード郡、スポットシルベニア郡、オレンジ郡、キングジョージ郡から学生を受け容れている。
フレデリックスバーグ市にはメアリー・ワシントン大学があり、4年制大学と大学院がある。

## 見どころ
- アンナ湖州立公園
- スポットシルベニア郡公共教育学区
- スポットシルベニア郡庁舎
- フレデリックスバーグとスポットシルベニア国立軍事公園
- スポットシルベニア・タウンセンター
- スポットシルベニア郡保安官事務所

## 著名な出身者
- クンタ・キンテ（英語版）、別名トビー・レイノルズ - アレックス・ヘイリー作『ルーツ（英語版）』の主人公、マンディンカ族のイスラム教徒であり、捕まえられてメリーランド州アナポリスに奴隷として連れてこられ、後にスポットシルベニア郡現在のパートローに近いプランテーション所有者に売却された。
- ルクレティア・ウェスト - 声楽家
- ジョン・メイン - メジャーリーグベースボール選手、ニューヨーク・メッツの投手
- ダニー・マクブライド - 俳優